# Oreodera jacquieri
Oreodera jacquieri är en skalbaggsart som beskrevs av Thomson 1865. Oreodera jacquieri ingår i släktet Oreodera och familjen långhorningar.
Artens utbredningsområde är Venezuela. Inga underarter finns listade i Catalogue of Life.